# Никола Мильовски
Никола Ставрев Мильовски е български учител и революционер, деец на Вътрешната македоно-одринска революционна организация.

## Биография
Мильовски е роден на 19 декември 1883 година в преспанското село Янковец, тогава в Османската империя. Баща му е Коте Павлев, вуйчо на майката на Симеон Радев, който си спомня за него: 
| „ | Коте Павлев беше горещ българин. Неговият син Никола Милъовски, български учител, през време на сръбското владичество никога не се е съгласил да каже една сръбска дума. Коте Павлев беше къс, дебел, с мургаво лице и дебели черни вежди. Физиономията му беше чисто татарска. | “ |

Никола Мильовски има вроден физически недъг. Учи в родното си село, а по-късно в гимназия в Битоля, но не успява да завърши средно образование. Влиза във ВМОРО в 1902 година. Участва в Илинденско-Преображенското въстание в 1903 година. Десет години е учител в горнопреспанските села Лева река, Дърмени, Царев двор и Болно и в долнопреспанските Щърково, Медово и Опая, като навсякъде е ръководител на революционните комитети.
В 1912 година по време на Балканската война в Царев двор, където е учител Мильовски, влизат сръбски части. На 14 ноември сръбските власти арестуват Мильовски и свещеника от Царев двор Харалампи Георгиев, както и свещеника от Езерани Насте Пейчинов и ги заплашват с убийство, ако не се обявят за сърби. Когато българските първенци отказват ги пребиват от бой и ги затварят. Най-жестоко е пребит Мильовски.
В 1915 година емигрира в България и става чиновник в Сметната палата. Участва като делегат от Кулското македонско братство в обединителния конгрес на Македонската федеративна организация и Съюза на македонските емигрантски организации от януари 1923 година. Към 1926 година ръководи Разузнавателната организация на ВМРО за Ресенска околия.
Умира на 5 март 1940 година.
Баща е на югославския учен и политик Кирил Мильовски.